# Uke (võ thuật)
Uke (受け) (IPA: [ɯke]) trong võ thuật Nhật Bản là người "nhận" một kỹ thuật nào đó thực hiện với mình. Vai trò chính xác của uke khác nhau giữa các môn võ và thường là trong chính môn võ đó, tùy thuộc vào hoàn cảnh. Ví dụ, trong aikido, judo kata, và bujinkan ninjutsu, uke bắt đầu một đòn tấn công chống lại đối tác của mình, người mà sau đó phòng thủ, trong khi trong thi đấu judo chuyên nghiệp, không có uke nào được chỉ định.
Uke thường đi liền với một đối tác hoặc một đối thủ không được đề cập tên. Người thứ hai có thể được nhắc đến bởi bất kì thuật ngữ nào trong một số thuật ngữ, một lần nữa tùy thuộc vào môn võ hoặc tình huống. Chúng bao gồm nage (投げ "người ném"), tori (取り "người nắm") hoặc shite (仕手 "người thực hiện").

## Ukemi
Hành động của uke được gọi là "thực hiện ukemi (受け身)."  Nghĩa đen là "tiếp nhận cơ thể", nó là nghệ thuật để biết được cách thức để phản ứng một cách chính xác một đòn tấn công và thường kết hợp các kỹ năng để cho phép một người làm như vậy một cách an toàn. Những kỹ năng này có thể bao gồm các động tác tương tự như động tác ngã và thường được sử dụng như là một bài tập hợp lệ trong bản thân môn võ đó. Ví dụ, trong việc luyện tập aikido và judo, nhiều lớp học bắt đầu với việc tập luyện ukemi như điều kiện cần có.

### Các dạng
- Zenpo kaiten ukemi (前方回転受身?) / Mae mawari ukemi (前回り受身?) - một động tác ngã cuộn người về phía trước từ phần vai của phía chân dẫn dắt cho đến phần hông ở phía đối diện.[2][6]
- Mae ukemi (前受け身?) / Zenpō ukemi (前方受身?) - một động tác ngã chủ động về phía trước.[7] Động tác này có thể ở dạng ngã chủ động đập tay mạnh xuống sàn hoặc giống chuyển động của một động tác ngã cuộn người về phía trước nhiều hơn. Có một vài cách tránh né trong một số loại ngã cuộn người khác nhau, nhưng nguyên lý cơ bản là khi bị ném về phía trước thì uke (người bị ném) có thể cuộn người thoát khỏi nguy hiểm phù hợp hơn là chịu đựng một chấn thương.[8]
- Kōhō ukemi (後方受け身?) / Ushiro ukemi (後ろ受身?) - một động tác ngã chủ động hoặc ngã cuộn người về phía sau.[9][10]
- Yoko ukemi (横受け身?) / Sokuhō ukemi (側方受身?) - một động tác ngã sang bên cạnh.[11][12]
- Tobi ukemi (飛び受け身?) / Zenpō hiyaku ukemi (前方飛躍受身?) / Kuten ukemi (空転受身?) - giống một động tác lật người về phía trước nhiều hơn là ngã cuộn người, một kết hợp giữa yoko (ngã xuống đất) và mae ukemi (sự bắt đầu), thường được dùng để phản ứng lại động tác ném cổ tay. Tobu (跳ぶ hoặc 飛ぶ) là động từ tiếng Nhật có nghĩa là 'nhảy' và 'bay'.[13]

Một ukemi đúng sẽ cho phép uke bị thiệt hại ít nhất có thể sau khi ngã. Nếu được thực hiện đúng cách, lực va đập vào mặt đất sẽ được trải ra dọc theo các phần không quan trọng của thân thể uke. Bằng cách làm đúng ukemi, uke có thể thoát khỏi nguy hiểm và chuyển sang bước tiếp theo của hành động mà không bị tổn thương quá nhiều bởi việc va chạm xuống đất.